# Лю Шао
Лю Ша́о (кит. трад. 劉劭, упр. 刘劭, пиньинь Liú Shào, ? — 27 мая 453), взрослое имя Сююа́нь (кит. трад. 休遠) — император южнокитайской империи Сун. В связи с тем, что был смещён в результате дворцового переворота и лишён императорского титула, его посмертным именем стало «Юаньсюн» (кит. трад. 元兇, упр. 元凶, пиньинь yuánxiōng, буквально: «Главный преступник»).

## Биография
Старший сын сунского императора Вэнь-ди и императрицы Юань Цигуй (кит. трад. 袁齊媯, упр. 袁齐妫, пиньинь Yuán Qíguī). Его рождение пришлось как раз на тот период, когда Вэнь-ди носил трёхлетний траур по своему отцу У-ди и должен был воздерживаться от сексуальных связей. Лишь по окончании траура в первом месяце третьего года правления под девизом «Юаньцзя» (то есть в 426 году) Вэнь-ди объявил о рождении первенца. Таким образом, годом рождения Лю Шао следует считать 3-й год правления под девизом «Юнчу» то есть 423 год.
В возрасте шести лет стал наследным принцем. В «Сун шу» говорится, что он «любил читать исторические книги, а особенно увлекался верховой ездой и стрельбой из лука». В 453 году его отец из-за предсказаний шаманов захотел избавиться от наследного принца. Узнав об этом, Лю Шао вступил в сговор со своим младшим братом Лю Цзюнем (Шисинским князем) с целью свергнуть отца. Отряд под его руководством ночью ворвался в императорский дворец. Лю Шао отдал приказ убить Вэнь-ди, после чего провозгласил себя императором и изменил девиз правления на «Тайчу».
Отцеубийство и узурпация власти привели к тому, что Лю Шао оказался в полной изоляции и продержался у власти не более трёх месяцев. Вскоре третий сын убитого Вэнь-ди — Лю Цзюнь (Улинский князь) — собрал войска и сверг старшего брата. В результате, по приказу Лю Цзюня, Лю Шао был обезглавлен, а его посмертным именем стало «Юаньсюн» (кит. трад. 元兇, упр. 元凶, пиньинь yuánxiōng, буквально: «Главный преступник»).

## Девизы правления
- Тайчу (太初) 453